# Joachim Andersen

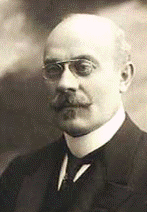
Joachim Andersen

Carl Joachim Andersen (* 29. April 1847 in Kopenhagen; † 7. Mai 1909 in Bagsværd bei Kopenhagen) war ein dänischer Flötist, Dirigent und Komponist.

## Leben
Andersens Vater Christian Joachim (* 1816) war Flötist, der seinen Sohn zunächst unterrichtete (ebenso wie dessen Bruder Vigo, 1852–1895, der ebenfalls Flötist wurde). Im Alter von 13 Jahren trat Joachim Andersen erstmals öffentlich auf. Danach war er bis 1868 Erster Flötist im Orchester des Kopenhagener Musikvereins unter Niels Gade. Anschließend wechselte er zur Königlichen Hofkapelle. 1877 wurde er Mitglied der Kaiserlichen Kapelle in St. Petersburg. 1881 übersiedelte er nach Berlin und wirkte als Soloflötist an der Königlichen Oper und im damaligen Bilse'schen Orchester. 1882 wurde er eines der Gründungsmitglieder des Berliner Philharmonischen Orchesters und übernahm als dessen Soloflötist zunehmend auch Dirigieraufgaben; so leitete er während acht Sommern eines der beiden täglichen Konzerte des Orchesters in Scheveningen.
1893 gab Andersen, gezwungen durch eine Lähmung der Zunge, seine Stellung beim Berliner Philharmonischen Orchester auf, kehrte nach Kopenhagen zurück und war dort als Dirigent tätig, unter anderem als Leiter der Konzerte im Tivoli. 1897 gründete er eine Orchesterschule und erhielt als deren Leiter und Dirigent kurz vor seinem Tod den Professorentitel. 1905 verlieh ihm der dänische König Christian IX. das Ritterkreuz des Danebrog-Ordens.

## Werk
Der Werkkatalog Andersens umfasst 67 mit Opuszahlen versehene Kompositionen, die hauptsächlich für sein Instrument, die Flöte, entstanden, darunter neben Solostücken und klavierbegleiteten Werken auch Konzertantes. Seine Etüden werden teilweise bis heute im Querflötenunterricht verwendet. Beliebtheit erlangte sein Honnörmarsch Kronprinz Christians (zu Ehren des damaligen dänischen Kronprinzen).